# IC 962
IC 962 је спирална галаксија у сазвјежђу Волар која се налази на листи објеката дубоког неба у Индекс каталогу.
Деклинација објекта је + 12° 1' 17" а ректасцензија 13h 57m 13,2s. Привидна величина (магнитуда) објекта IC 962 износи 13,2 а фотографска магнитуда 14,1. IC 962 је још познат и под ознакама UGC 8868, MCG 2-36-3, CGCG 74-15, PGC 49626.